# Chapelle Saint-Pierre

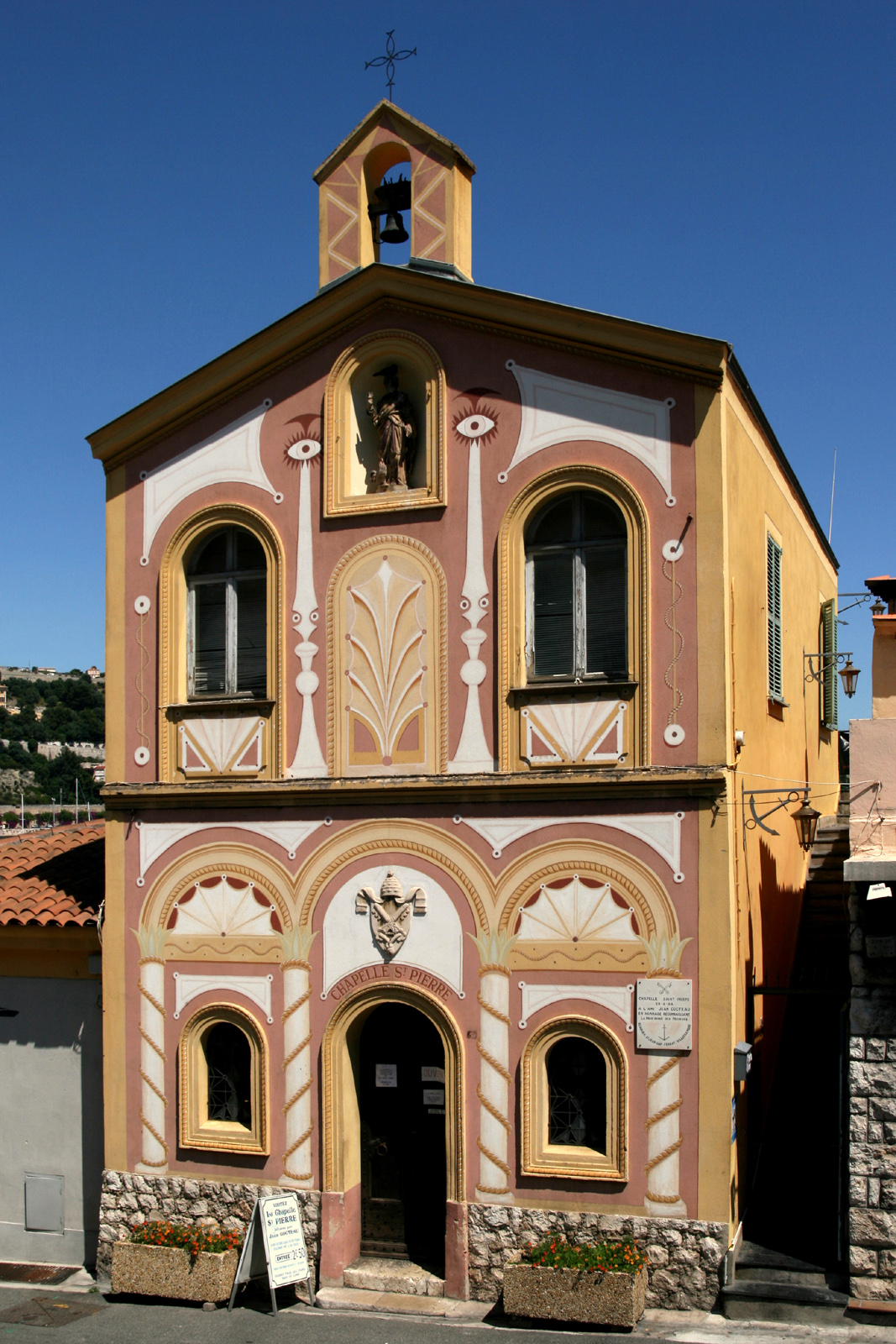
La chapelle Saint-Pierre en 2011.

La Chapelle Saint-Pierre (capilla de San Pedro) está situada en el muelle Courbet, en Villefranche-sur-Mer, en el departamento francés de los Alpes-Marítimos.

## Historia
La chapelle Saint-Pierre es la capilla de la asociación de pescadores desde su construcción (probablemente en la segunda mitad del siglo XVI). 
En 1957, era utilizada como almacén para las redes. Fue entonces cuando Jean Cocteau realizó un fresco que cubre todo el interior. 
Se trata de la primera capilla pintada por Jean Cocteau. El fresco tiene cinco escenas principales, dos que evocan la vida en el Mediterráneo y las otras tres cuentan episodios de la vida de San Pedro. 
La capilla fue reinaugurada con una misa, el 30 de junio de 1957.
Es monumento histórico desde el 27 de diciembre de 1996.